# Ghoul Patrol
Ghoul Patrol es un videojuego de acción  desarrollado por LucasArts y publicado por JVC Musical Industries para Super Nintendo Entertainment System en 1994. Es una secuela del juego run & gun de 1993 Zombies Ate My Neighbors. El juego fue relanzado el 29 de junio de 2021 junto al juego Zombies Ate My Neighbors por parte de Disney Interactive / Lucasfilm Games en colaboración con DotEmu.

## Gameplay
El juego está protagonizado por Zeke y Julie, los protagonistas de Zombies Ate My Neighbors, que deben viajar a través de cinco mundos para salvar a su ciudad de una exhibición de terror que cobra vida.

## Desarrollo
Según Toshiyasu Morita, un programador y gerente de tecnología de LucasArts a mediados de la década de 1990, esta secuela fue realizada por un tercero que autorizó el uso del motor Zombies Ate My Neighbors para este propósito. El juego fue desarrollado por LucasArts, pero la mayor parte del trabajo de desarrollo fue subcontratado por un pequeño estudio malayo llamado Motion Pixel. Sirve como una secuela de Zombies Ate My Neighbors, aunque originalmente no comenzó a desarrollarse como una secuela del juego, sino simplemente como un juego no relacionado que usaba el mismo motor de juego.

## Lanzamiento
Fue lanzado por JVC Musical Industries en noviembre de 1994 en Norteamérica, y más tarde ese mismo año en Europa. Victor Entertainment, subsidiaria de JVC, publicó una versión japonesa en 1995. Se estaba desarrollando una versión de Génesis, pero no fue lanzada.

## Recepción
GamePro comentó que "Ghoul Patrol es lo más cerca que puedes estar del aclamado Zombies Ate My Neighbors, y es un digno sucesor". En particular, elogiaron la "escandalosa acción de disparos de 360 grados" y los gráficos detallados y caricaturescos. Electronic Gaming Monthly le otorgó un 7,8 sobre 10, calificándola de "Una secuela digna de Zombies Ate My Neighbors" y "Un gran saludo a las viejas películas de terror nocturnas".

## Relanzamientos
Fue relanzado digitalmente en la consola virtual de Wii en 2010, y para Nintendo Switch, PlayStation 4, Xbox One y Windows en 2021 junto con su predecesor Zombies Ate My Neighbors.